# Fußball-Brandenburgliga 2015/16
Die Brandenburgliga 2015/16 war die 26. Spielzeit und die achte als sechsthöchste Spielklasse im Fußball der Männer. Sie begann am 14. August 2015 mit dem Spiel VfB Hohenleipisch 1912 gegen den VfB 1921 Krieschow und endete am 1. Juni 2016 mit dem 30. Spieltag. 
Der SV Grün-Weiß Brieselang wurde in dieser Saison zum ersten Mal Landesmeister in Brandenburg und stieg damit in die Fußball-Oberliga Nordost auf. Der Breesener SV Guben Nord errang, mit 11 Punkten Rückstand, die Vizemeisterschaft. Zur Winterpause führte SV Grün-Weiß Brieselang nach der Hinrunde die Tabelle der Brandenburgliga an und errang damit den inoffiziellen Titel des Herbstmeisters. 
Als Absteiger standen nach dem 30. Spieltag der VfB Hohenleipisch 1912 und der RSV Eintracht 1949 fest und mussten in die Landesliga absteigen.

## Teilnehmer
An der Spielzeit 2015/16 nahmen insgesamt 16 Vereine teil.
| Mannschaften aus der Brandenburgliga 2014/15 | Mannschaften aus der Brandenburgliga 2014/15 | Mannschaften aus der Brandenburgliga 2014/15 |
| -------------------------------------------- | -------------------------------------------- | -------------------------------------------- |
| Oranienburger FC Eintracht 1901              | Breesener SV Guben Nord                      | Märkischer SV 1919 Neuruppin                 |
| RSV Waltersdorf 1909                         | FC Stahl Brandenburg                         | TuS 1896 Sachsenhausen                       |
| FV Preussen Eberswalde                       | RSV Eintracht 1949                           | Werderaner FC Viktoria 1920                  |
| SV Falkensee-Finkenkrug                      | SC Eintracht Miersdorf/Zeuthen               | Eisenhüttenstädter FC Stahl                  |
| VfB Hohenleipisch 1912                       |                                              |                                              |

| ▲Aufsteiger aus der Landesliga 2013/14 | ▲Aufsteiger aus der Landesliga 2013/14 | ▲Aufsteiger aus der Landesliga 2013/14 |
| -------------------------------------- | -------------------------------------- | -------------------------------------- |
| SV Schwarz-Rot Neustadt (Dosse)        | SV Grün-Weiß Brieselang                | VfB 1921 Krieschow                     |

## Spielstätten
| Logo | Verein                          | Stadion                           | Standort                 | Kapazität |
| ---- | ------------------------------- | --------------------------------- | ------------------------ | --------- |
|      | FC Stahl Brandenburg            | Stadion am Quenz                  | Brandenburg/Havel        | 15.500    |
|      | Eisenhüttenstädter FC Stahl     | Stadion der Hüttenwerker          | Eisenhüttenstadt         | 10.000    |
|      | Märkischer SV 1919 Neuruppin    | Volksparkstadion                  | Neuruppin                | 5.000     |
|      | VfB Hohenleipisch 1912          | VfB-Sportgelände                  | Hohenleipisch            | 5.000     |
|      | FV Preussen Eberswalde          | Westend-Stadion                   | Eberswalde               | 4.000     |
|      | Werderaner FC Viktoria 1920     | Arno-Franz-Sportplatz             | Werder/Havel             | 3.000     |
|      | SV Grün-Weiß Brieselang         | Fichte-Sportplatz                 | Brieselang               | 3.000     |
|      | RSV Eintracht 1949              | Sportanlage Heinrich-Zille-Straße | Stahnsdorf               | 3.000     |
|      | Oranienburger FC Eintracht 1901 | Lehnitzsee Immobilien Arena       | Oranienburg              | 2.200     |
|      | TuS 1896 Sachsenhausen          | ELGORA-Stadion                    | Sachsenhausen            | 2.100     |
|      | SV Schwarz-Rot Neustadt (Dosse) | Sportanlage Schulstraße           | Neustadt                 | 2.000     |
|      | SV Falkensee-Finkenkrug         | Sportplatz Leistikowstraße        | Falkensee                | 2.000     |
|      | SC Eintracht Miersdorf/Zeuthen  | Sportplatz Miersdorf              | Zeuthen                  | 2.000     |
|      | VfB 1921 Krieschow              | Sportplatz Krieschow              | Krieschow                | 1.500     |
|      | Breesener SV Guben Nord         | Sportanlage an der Baumschule     | Guben                    | 1.500     |
|      | RSV Waltersdorf 1909            | HDS-Arena                         | Waltersdorf (Schönefeld) | 1.500     |

## Abschlusstabelle
| Pl. | Verein                              | Sp. | S  | U  | N  | Tore    | Diff. | Punkte | Anm. |
| --- | ----------------------------------- | --- | -- | -- | -- | ------- | ----- | ------ | ---- |
| 1.  | SV Grün-Weiß Brieselang (N)         | 30  | 21 | 5  | 4  | 079:230 | +56   | 68     | ▲    |
| 2.  | Breesener SV Guben Nord             | 30  | 16 | 9  | 5  | 051:270 | +24   | 57     |      |
| 3.  | Märkischer SV 1919 Neuruppin        | 30  | 16 | 6  | 8  | 061:380 | +23   | 54     |      |
| 4.  | RSV Waltersdorf 1909                | 30  | 14 | 9  | 7  | 046:300 | +16   | 51     |      |
| 5.  | FC Stahl Brandenburg                | 30  | 13 | 8  | 9  | 057:360 | +21   | 47     |      |
| 6.  | TuS 1896 Sachsenhausen              | 30  | 12 | 10 | 8  | 057:480 | +9    | 46     |      |
| 7.  | FV Preussen Eberswalde              | 30  | 12 | 8  | 10 | 047:460 | +1    | 44     |      |
| 8.  | SV Schwarz-Rot Neustadt (Dosse) (N) | 30  | 13 | 4  | 13 | 052:570 | −5    | 43     |      |
| 9.  | VfB 1921 Krieschow (N)              | 30  | 12 | 3  | 15 | 052:600 | −8    | 39     |      |
| 10. | Werderaner FC Viktoria 1920         | 30  | 8  | 11 | 11 | 031:410 | −10   | 35     |      |
| 11. | SV Falkensee-Finkenkrug             | 30  | 10 | 5  | 15 | 030:590 | −29   | 35     |      |
| 12. | SC Eintracht Miersdorf/Zeuthen      | 30  | 8  | 9  | 13 | 033:500 | −17   | 33     |      |
| 13. | Oranienburger FC Eintracht 1901     | 30  | 8  | 8  | 14 | 037:520 | −15   | 32     |      |
| 14. | Eisenhüttenstädter FC Stahl         | 30  | 8  | 7  | 15 | 033:520 | −19   | 31     |      |
| 15. | VfB Hohenleipisch 1912              | 30  | 8  | 6  | 16 | 041:530 | −12   | 30     | ▼    |
| 16. | RSV Eintracht 1949                  | 30  | 4  | 6  | 20 | 028:630 | −35   | 18     | ▼    |

(N) Aufsteiger aus der Landesliga 2014/15

## Kreuztabelle
Die Kreuztabelle stellt die Ergebnisse aller Spiele dieser Saison dar. Die Heimmannschaft ist in der linken Spalte, die Gastmannschaft in der oberen Zeile aufgelistet.
| 2015/16                         | SV Grün-Weiß Brieselang | Breesener SV Guben Nord | Märkischer SV 1919 Neuruppin | RSV Waltersdorf 09 | FC Stahl Brandenburg | TuS 1896 Sachsenhausen | FV Preussen Eberswalde | SV Schwarz-Rot Neustadt (Dosse) | VfB 1921 Krieschow | Werderaner FC Viktoria 1920 | SV Falkensee-Finkenkrug | SC Eintracht Miersdorf/Zeuthen | Oranienburger FC Eintracht | Eisenhüttenstädter FC Stahl | VfB Hohenleipisch 1912 | RSV Eintracht 1949 |
| ------------------------------- | ----------------------- | ----------------------- | ---------------------------- | ------------------ | -------------------- | ---------------------- | ---------------------- | ------------------------------- | ------------------ | --------------------------- | ----------------------- | ------------------------------ | -------------------------- | --------------------------- | ---------------------- | ------------------ |
| SV Grün-Weiß Brieselang         |                         | 2:0                     | 4:0                          | 2:1                | 0:0                  | 3:1                    | 6:0                    | 2:0                             | 6:2                | 0:0                         | 3:0                     | 4:1                            | 3:0                        | 3:0                         | 6:0                    | 6:0                |
| Breesener SV Guben Nord         | 0:3                     |                         | 1:2                          | 2:0                | 3:1                  | 2:1                    | 0:2                    | 1:1                             | 3:1                | 4:1                         | 3:0                     | 3:0                            | 0:3                        | 3:1                         | 3:0                    | 2:1                |
| Märkischer SV 1919 Neuruppin    | 4:0                     | 0:0                     |                              | 1:2                | 3:2                  | 1:2                    | 5:0                    | 1:1                             | 1:2                | 3:1                         | 2:0                     | 5:0                            | 2:0                        | 1:1                         | 3:2                    | 2:1                |
| RSV Waltersdorf 1909            | 2:1                     | 1:1                     | 2:2                          |                    | 0:0                  | 1:2                    | 2:2                    | 3:0                             | 2:0                | 0:1                         | 1:0                     | 3:0                            | 5:1                        | 0:0                         | 1:1                    | 3:1                |
| FC Stahl Brandenburg            | 0:1                     | 1:3                     | 4:1                          | 0:0                |                      | 3:0                    | 2:1                    | 7:1                             | 4:0                | 4:1                         | 3:1                     | 1:0                            | 0:0                        | 5:1                         | 4:0                    | 3:0                |
| TuS 1896 Sachsenhausen          | 3:5                     | 1:1                     | 1:3                          | 2:2                | 0:0                  |                        | 3:1                    | 6:3                             | 4:2                | 3:0                         | 1:2                     | 1:1                            | 5:1                        | 2:0                         | 1:0                    | 2:2                |
| FV Preussen Eberswalde          | 2:1                     | 0:3                     | 4:1                          | 3:0                | 3:3                  | 0:0                    |                        | 0:3                             | 1:2                | 2:1                         | 5:0                     | 2:0                            | 1:1                        | 0:2                         | 3:1                    | 2:0                |
| SV Schwarz-Rot Neustadt (Dosse) | 2:0                     | 1:3                     | 1:0                          | 0:2                | 4:2                  | 2:1                    | 0:3                    |                                 | 5:2                | 3:3                         | 3:0                     | 4:1                            | 2:3                        | 1:5                         | 1:0                    | 5:0                |
| VfB 1921 Krieschow              | 1:5                     | 0:2                     | 1:2                          | 0:2                | 3:2                  | 1:2                    | 3:0                    | 3:2                             |                    | 1:0                         | 5:0                     | 0:2                            | 1:1                        | 3:1                         | 0:4                    | 4:0                |
| Werderaner FC Viktoria 1920     | 0:3                     | 1:1                     | 1:1                          | 2:1                | 1:1                  | 1:1                    | 2:2                    | 1:2                             | 0:0                |                             | 2:1                     | 0:0                            | 0:0                        | 1:1                         | 1:2                    | 2:0                |
| SV Falkensee-Finkenkrug         | 0:2                     | 1:1                     | 3:2                          | 0:3                | 0:0                  | 2:2                    | 2:2                    | 1:0                             | 2:0                | 1:0                         |                         | 0:3                            | 2:0                        | 1:0                         | 1:5                    | 3:1                |
| SC Eintracht Miersdorf/Zeuthen  | 2:2                     | 0:0                     | 0:4                          | 2:0                | 5:1                  | 2:2                    | 0:0                    | 1:1                             | 0:5                | 0:2                         | 2:1                     |                                | 0:1                        | 2:0                         | 4:0                    | 1:0                |
| Oranienburger FC Eintracht      | 2:4                     | 0:2                     | 1:3                          | 0:1                | 0:1                  | 2:3                    | 0:0                    | 3:1                             | 1:4                | 0:1                         | 0:0                     | 2:2                            |                            | 5:1                         | 3:1                    | 2:1                |
| Eisenhüttenstädter FC Stahl     | 0:2                     | 0:0                     | 2:1                          | 2:2                | 0:3                  | 0:3                    | 1:0                    | 3:0                             | 1:3                | 2:1                         | 2:3                     | 2:1                            | 2:0                        |                             | 0:2                    | 2:2                |
| VfB Hohenleipisch 1912          | 0:0                     | 1:1                     | 1:0                          | 1:2                | 0:2                  | 1:1                    | 2:3                    | 0:2                             | 2:3                | 2:3                         | 5:1                     | 3:0                            | 1:2                        | 1:1                         |                        | 2:0                |
| RSV Eintracht 1949              | 0:0                     | 1:3                     | 1:3                          | 1:2                | 2:0                  | 4:1                    | 0:3                    | 0:1                             | 3:1                | 0:1                         | 1:2                     | 1:1                            | 3:3                        | 1:0                         | 1:1                    |                    |

## Statistiken

### Torschützenliste
| Pl. | Spieler          | Mannschaft                      | Tore |
| --- | ---------------- | ------------------------------- | ---- |
| 1.  | Patrick Richter  | SV Grün-Weiß Brieselang         | 26   |
| 2.  | Paul Döbbelin    | SV Schwarz-Rot Neustadt (Dosse) | 22   |
| 3.  | Andy Hebler      | VfB 1921 Krieschow              | 20   |
| 4.  | Marcel Weckwerth | Märkischer SV 1919 Neuruppin    | 18   |
| 5.  | Andor Müller     | TuS 1896 Sachsenhausen          | 15   |

### Zuschauertabelle
| Pl.    | Verein | Verein                          | Spiele | Zuschauer | ø pro Spiel |
| ------ | ------ | ------------------------------- | ------ | --------- | ----------- |
| 01.    |        | TuS Sachsenhausen               | 15     | 3.339     | 222         |
| 02.    |        | Oranienburger FC Eintracht 1901 | 15     | 3.216     | 214         |
| 03.    |        | VfB Hohenleipisch 1912          | 15     | 2.893     | 192         |
| 04.    |        | SV Grün-Weiß Brieselang         | 15     | 2.501     | 166         |
| 05.    |        | FC Stahl Brandenburg            | 15     | 2.414     | 160         |
| 06.    |        | Breesener SV Guben Nord         | 15     | 2.379     | 158         |
| 07.    |        | SV Falkensee-Finkenkrug         | 15     | 2.288     | 152         |
| 08.    |        | SC Eintracht Miersdorf/Zeuthen  | 15     | 2.214     | 147         |
| 09.    |        | Märkischer SV 1919 Neuruppin    | 15     | 2.146     | 143         |
| 10.    |        | RSV Waltersdorf 1909            | 15     | 1.999     | 133         |
| 11.    |        | SV Schwarz-Rot Neustadt (Dosse) | 15     | 1.936     | 129         |
| 12.    |        | FV Preussen Eberswalde          | 15     | 1.768     | 117         |
| 13.    |        | Eisenhüttenstädter FC Stahl     | 15     | 1.628     | 108         |
| 14.    |        | Werderaner FC Viktoria 1920     | 15     | 1.441     | 102         |
| 15.    |        | VfB 1921 Krieschow              | 15     | 1.406     | 93          |
| 16.    |        | RSV Eintracht 1949              | 15     | 903       | 60          |
| Gesamt | Gesamt | Gesamt                          | Gesamt | 34.471    | 194         |